# Sansevieria aethiopica
Espèce
Classification APG III (2009)
Sansevieria aethiopica, également appelée Dracaena aethiopica, est une espèce de plantes de la famille des Liliaceae et du genre Sansevieria.

## Description

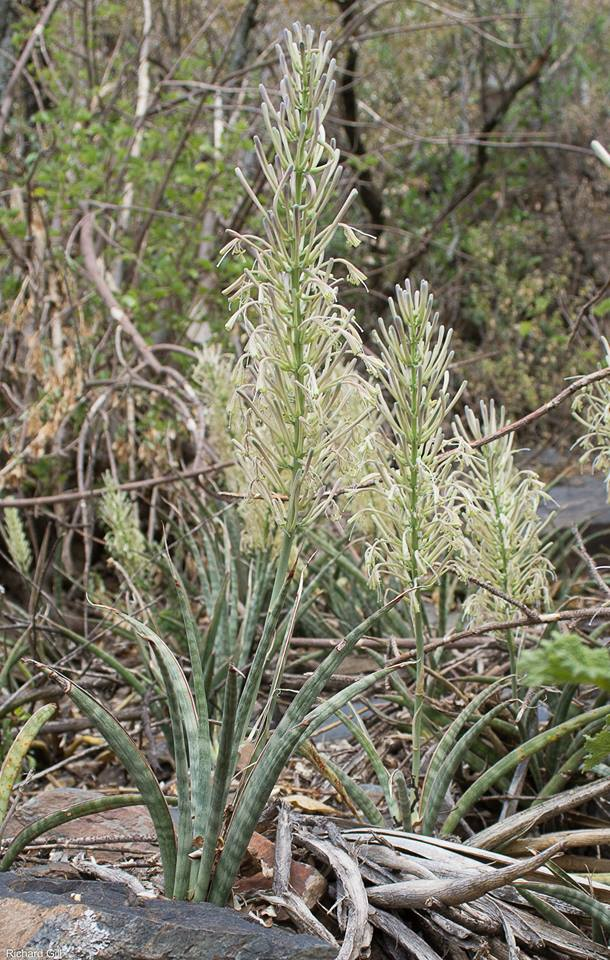
Sansevieria aethiopica avec ses imposantes inflorescences en Afrique du Sud.

Plante succulente, Sansevieria aethiopica est une espèce de sansevières à moyennes (jusqu'à 35 cm) et fines (1-2 cm) feuilles de couleur vert à vert-clair, striées de zones plus claires avec des bords bruns à violacés, incurvées avec un sillon marqué. Elle pousse en bouquet d'une dizaines de feuilles par pied.
Elle a été identifiée comme espèce à part entière en 1794 par le botaniste suédois Carl Peter Thunberg.

## Distribution et habitat
L'espèce est présente dans l'ensemble de l'Afrique australe du nord du Zimbabwe, de la Namibie et du Mozambique au sud de l'Afrique du Sud.

## Synonymes et cultivars
L'espèce porte différents noms synonymes attribués au cours d'identifications successives de la même espèce :
- Sansevieria caespitosa (Dinter, 1926)
- Sansevieria glauca (Haworth, 1812)
- Sansevieria scabrifolia (Dinter, 1932)
- Sansevieria thunbergii (Thunberg, ex Mattei, 1918) – non reconnu

Et présente une sous-espèce :
- Sansevieria aethiopica sbsp. itumea (Mbugua, 2007)